# Martin Rueff
Pour les personnalités de même nom de famille, voir Rueff.
Martin Rueff, né en 1968 à Calgary (Canada), est un traducteur et poète français.

## Éléments biographiques
Normalien (L1987), Martin Rueff a été maître de conférences à l'UFR « Lettres, arts et cinéma » de l'université Paris VII - Diderot, et il a enseigné à l'université de Bologne. Il est depuis 2010 professeur à l'Université de Genève. Il collabore régulièrement aux revues Po&sie, La Polygraphe et Passages à l'Act, et dirige chez Verdier la collection « Terra d’Altri », spécialisée dans la littérature italienne. Chez Gallimard, il a été responsable de l'édition des Œuvres de Cesare Pavese dans la collection « Quarto » et a participé à celle des œuvres de Claude Lévi-Strauss dans la « Bibliothèque de la Pléiade », ainsi qu'à celles de Michel Foucault en 2015.
il intervient dans de nombreux festivals littéraires, on le retrouve régulièrement au Marché de la poésie de Paris, aussi dans Histoire et Cité en 2022, et en 2023 au Festival du Livre de Paris, dans Oh Les Beaux jours à Marseille, Nature en Livres - une écopoétique de villages en Bourgogne...

## Œuvres

### Poésie
- Lapidaire adolescent : le livre d'une heure, Chambéry, Comp'act, « Morari », 2006.
- Comme si quelque, Chambéry, Comp'act, « La Polygraphe », 2006.
- Icare crie dans un ciel de craie, avant-propos de Philippe Beck, Paris, Belin, « L'Extrême contemporain », 2008.
- La Jonction, Caen, Nous, 2019  (ISBN 978-2370840691).

### Théorie critique
- Michel Deguy, l'allégresse pensive, actes du colloque de Cerisy-la-Salle (22-29 mai 2006) sous la direction de Martin Rueff, Paris, Éditions Belin, « L'Extrême contemporain », 2007.
- Différence et identité : Michel Deguy, situation d'un poète lyrique à l'apogée du capitalisme culturel, Paris, collection « Le Bel Aujourd'hui », Éditions Hermann, 2009.
- Morales et politique, actes du colloque international organisé par le Groupe d'étude des moralistes, Centre d'étude de la langue et de la littérature françaises des XVIIe et XVIIIe siècles, UMR 8599 du CNRS, textes réunis par Jean Dagen, Marc Escola et Martin Rueff, préface de Jean Dagen, Paris, Honoré Champion, « Moralia », 2005.
- Qu'est-ce que le contemporain ?, Actes du colloque de Pantin 2007, Éditions Cécile Defaut, 2010.
- Au bout de la langue, Caen, Nous, coll. « Antiphilosophique », 2024, 240 p. (ISBN 978-2370841322)

### Traductions
- Carlo Ginzburg, Nulle île n'est une île : quatre regards sur la littérature anglaise, Lagrasse, Verdier, 2005.
- Giorgio Agamben, Profanations, Paris, Rivages, « Bibliothèque rivages », 2005.
- Luciano Cecchinel, Perché ancora / Pourquoi encore, ISREV, Vittorio Veneto, 2005.
- Giorgio Agamben, La Puissance de la pensée : essais et conférences, trad. en collab. avec Joël Gayraud, Paris, Rivages, « Petite bibliothèque », 2006.
- Giorgio Agamben, Qu'est-ce qu'un dispositif ?, Paris, Rivages, « Petite bibliothèque », 2007.
- Giorgio Agamben, Amitié, Paris, Rivages, « Petite bibliothèque », 2007.
- Eugenio De Signoribus, Ronde des convers, préface d'Yves Bonnefoy, Lagrasse, Verdier, « Terra d'altri », 2007 (éd. bilingue italien-français).
- Giorgio Agamben, Le Règne et la Gloire, trad. en collab. avec Joël Gayraud, Paris, Seuil, « L'Ordre philosophique », 2009.
- Giorgio Agamben, Nudité, Paris, Rivages, « Bibliothèque rivages », 2009.
- Carlo Ginzburg, Le Fil et les Traces. Vrai faux fictif, Lagrasse, Verdier, 2010.
- Antonio Gramsci, Pourquoi je hais l'indifférence, Paris, Rivages, « Petite bibliothèque », 2012.
- David Graeber, Des fins du capitalisme. Possibilité I, Paris, Rivages, 2014.
- Italo Calvino, Si une nuit d’hiver un voyageur, Paris, Gallimard, « Folio », 2015.
- Italo Calvino (trad. Christophe Mileschi et Martin Rueff), Le Métier d'écrire, correspondance 1940-1985, Paris, Gallimard, 2023, 792 p. (ISBN 978-2-07-014006-0)[2]
- Italo Calvino, Liguries, Caen, Nous, 2023, 168 p. (ISBN 978-2370841261)
- Italo Calvino, Les Villes invisibles, Paris, Gallimard, coll. « Folio », 2020 (1re éd. 2019) (ISBN 978-2-07-288349-1)

## Récompenses
En 2004, il reçoit le prix Italiques.
Le prix international de poésie francophone Yvan-Goll et le prix Henri-Mondor de l’Académie française lui ont été décernés en 2008 pour Icare crie dans un ciel de craie.